# Ilija Zagurević
Ilija Zagurević, patricij i hrvatski pjesnik iz Kotora, Boka kotorska, Crna Gora iz obitelji Zagurevića. Nećak Ivana Bolice, koji mu je posvetio svoj epilij Descriptio urbis et sinus Ascriviensis (Opis zaljeva i grada Kotora). U epiliju Zagurović prividno Bolici predstavlja pratitelja na putovanju kroz Boku kotorsku, kao što je Mecenat Vergiliju. U posveti spominje Hermesa, boga iz grčke mitologije koji je zaštitnik pjesnika i putnika.